# Антонија Нађ
Антонија Нађ Косановић (рођена 8. маја 1986. у Бездану, СФРЈ) је српска кајакашица на мирним водама. Освајач је медаља на Европским првенствима, Европским и Светским куповима, Медитеранским играма двострука  је  првакиња Европе (2006. и 2007.) и трострука европска вицешампионка (2008, 2009, 2011.). 
На светским куповима освојила је две златне и сребрне медаље, на светском студентском купу освојила је златну и сребрну медаљу, а на Медитеранским играма две сребрне медаље.
Првакиња државе била је 85 пута и вишеструка балканска првакиња. 
Учествовала је на Олимпијским играма 2012. у Лондону у дисциплини четворосед 500 м заједно са Антонијом Хорват-Пандом, Ренатом Кубик и Мартом Тибор где су заузеле 7. место.
Добитница је многих награда међу којима је најзначајнија „Јован Микић-Спартак“ која се додељује најбољим спортистима Војводине.
Чланица је Градског већа града Сомбора за област спорта, деце и омладине